# Heinsener Klippen, Graupenburg
Heinsener Klippen, Graupenburg ist der Name eines Naturschutzgebietes in den niedersächsischen Gemeinden Polle in der Samtgemeinde Bodenwerder-Polle und Bevern in der Samtgemeinde Bevern im Landkreis Holzminden.

## Allgemeines
Das Naturschutzgebiet mit dem Kennzeichen NSG HA 095 ist circa 325 Hektar groß. Es ist größtenteils Bestandteil des FFH-Gebietes „Burgberg, Heinsener Klippen, Rühler Schweiz“ sowie Bestandteil des EU-Vogelschutzgebietes „Sollingvorland“. Das 1986 ausgewiesene, 63 Hektar große Naturwaldreservat „Heinsener Klippen“ ist Bestandteil des Naturschutzgebietes. In dem Naturschutzgebiet gingen die beiden bisherigen Naturschutzgebiete „Heinsener Klippen“ und „Graupenburg“ auf. Das Naturschutzgebiet wurde zum 10. Dezember 2020 ausgewiesen. Zuständige untere Naturschutzbehörde ist der Landkreis Holzminden.

## Beschreibung
Das Naturschutzgebiet liegt nördlich von Holzminden im Sollingvorland innerhalb des Naturparks Solling-Vogler. Es stellt die überwiegend bewaldeten Höhenzüge Kapenberg und Knapp sowie Graupenburg und Schiffberg sowie den nach Süden exponierten, zur Weser abfallenden Steilhang des Kapenbergs unter Schutz. Die Waldgesellschaften sind in erster Linie als Waldmeister-Buchenwälder und Orchideen-Buchenwälder auf trockenwarmen Kalkstandorten des Muschelkalks ausgeprägt. Insbesondere am Steilhang des Kapenbergs stocken auch Schlucht- und Hangmischwälder. An den Heinsener Klippen mit ihren zum Teil hoch aufragenden Felsen siedelt Kalkfelsspaltenvegetation. An südlich exponierten Hangfüßen stocken teilweise Ahorn-Lindenwälder. Auf Graupenburg und Schiffberg sind auch Eichen-Hainbuchenwälder mit Resten der historischen Mittel- bzw. Niederwaldnutzung ausgebildet. Diese werden zur Pflege und zum Erhalt teilweise nach historischem Vorbild bewirtschaftet. Auf dem Kapenberg befindet sich ein aufgelassener Steinbruch sowie im Westen eine ehemalige, rekultivierte Mülldeponie. An den nach Südosten zum Forstbach abfallenden Hängen der Graupenburg sind als magere Flachland-Mähwiesen ausgeprägte Grünländer in das Naturschutzgebiet einbezogen. Kleinflächig sind im Naturschutzgebiet Kalkmagerrasen mit teilweise bedeutenden Orchideenvorkommen ausgebildet.
Dominierende Baumart der Buchenwälder ist die Rotbuche. Ihr sind je nach Standort Stieleiche, Esche, Vogelkirsche, Bergahorn und Hainbuche bzw. Esche, Stieleiche, Elsbeere, Hainbuche, Spitzahorn, Bergulme und Eibe beigemischt. In der Krautschicht der Waldmeister-Buchenwälder siedeln Bärlauch, Gelbes Windröschen, Nesselblättrige Glockenblume, Waldsegge, Hohler Lerchensporn, Gewöhnlicher Seidelbast, Waldmeister, Leberblümchen, Waldgerste, Gewöhnliche Goldnessel, Märzenbecher, Einblütiges Perlgras, Waldbingelkraut, Vielblütige Weißwurz und Waldveilchen. Die Krautschicht der Orchideen-Buchenwälder beherbergt Ackerglockenblume, Fingersegge, Blaugrüne Segge, Bergsegge, Weißes Waldvöglein, Schwertblättriges Waldvöglein, Rotes Waldvöglein, Braunrote Stendelwurz, Blauroter Steinsame, Nickendes Perlgras, Kalkblaugras, Echte Schlüsselblume und Schwalbenwurz.
Die Eichen-Hainbuchenwälder werden von Stiel- und Traubeneiche sowie Hainbuche dominiert. Dazu gesellen sich Esche, Feldahorn, Sommer- und Winterlinde, außerdem Wildapfel, Vogelkirsche, Wildbirne, Gemeine Hasel, Elsbeere, Eibe, Pfaffenhütchen und verschiedene Weißdorne. In der Krautschicht siedeln Pfirsichblättrige Glockenblume, Maiglöckchen, Waldlabkraut, Rosskümmel, Frühlingsplatterbse, Blauroter Steinsame, Stattliches Knabenkraut, Purpurknabenkraut, Echte Schlüsselblume und Schwalbenwurz.
Die Schlucht- und Hangmischwälder sind als naturnahe Mischwälder aus Bergahorn, Spitzahorn, Feldahorn, Esche, Bergulme, Sommerlinde und Rotbuche ausgebildet. Dazu gesellen sich vereinzelt Wildbirne, Eibe, Gemeine Hasel und Wacholder. In der Krautschicht siedeln beispielsweise Christophskraut und Gewöhnlicher Wurmfarn.
Auf Kalkfelsen siedelt Felsspaltenvegetation wie Hirschzungenfarn, Zerbrechlicher Blasenfarn, Braunstieliger Streifenfarn, Kalkblaugras, Steife Rauke, Pappel-Kurzbüchsenmoos, Echtes Seidenmoos, Glattes Neckermoos, Kleines Schiefmundmoos und Trugzahnmoos-Arten.
Die Wälder verfügen über einen hohen Alt- und Totholzanteil. Teile der Wälder im Naturschutzgebiet unterliegen der natürlichen Waldentwicklung. Im Naturwald „Heinsener Klippen“ stocken teilweise Schwarzkiefer und Lärche. Die Baumarten wurden hier im späten 19. Jahrhundert gepflanzt, um die Holzerträge an flachgründigen Standorten zu erhöhen. Im Bereich des ehemaligen Steinbruchs wurden 1964 Flächen mit Weißerle und Robinie aufgeforstet.
Das Naturschutzgebiet ist Lebensraum unter anderem für Wildkatze, Haselmaus, verschiedene Fledermäuse, darunter Großes Mausohr, Uhu, Rotmilan, Schwarzmilan, Wanderfalke, Schwarzstorch, Schwarzspecht, Grauspecht, Neuntöter, Zauneidechse, Schlingnatter und Kammmolch.